# Herrin
 Herrin  es una población y comuna francesa, en la región de Norte-Paso de Calais, departamento de Norte, en el distrito de Lille y cantón de Seclin-Sud.

## Demografía
| 335 | 304 | 314 | 328 | 367 | 373 |
| Para los censos de 1962 a 1999 la población legal corresponde a la población sin duplicidades (Fuente: INSEE [Consultar]) |     |     |     |     |     |